# قورينا (صحيفة)
صحيفة قورينا هي جريدة ليبية يومية منوعة بدأت في الصدور عن شركة الغد الإعلامية في 20 أغسطس 2007. يقع مقرها في مدينة بنغازي شارع أحمد رفيق المهدوي والصابري مبنى الوكالة العالمية للملاحة الدور الرابع. يرأس تحريرها د.رمضان البريكي.

## وصلات خارجية ومصادر
- الموقع الرسمي